# David Dacko
David Dacko (Bouchia, 24 marzo 1930 – Yaoundé, 20 novembre 2003) è stato un politico centrafricano, primo presidente della Repubblica Centrafricana dopo l'indipendenza dalla Francia dal 1960 al 1966 e di nuovo Presidente dal 1979 al 1981 dopo la dittatura di Jean-Bédel Bokassa, che trasformò lo Stato in un impero.

## Biografia
David Dacko divenne Presidente il 14 agosto 1960 ed impose un regime monopartitico nel 1962 e governò il Paese fino alla fine del 1965, con mano pesante e mettendone in ginocchio l'economia. Il 31 dicembre 1965 il regime di Dacko venne rovesciato da un colpo di Stato condotto dal colonnello Jean-Bédel Bokassa il quale sospese subito la costituzione e sciolse il parlamento.
Approfittando di un viaggio in Libia di Bokassa, i francesi restaurarono, con un altro colpo di Stato, la presidenza Dacko il quale rimase presidente della repubblica dal 21 settembre 1979 al 1º settembre 1981, quando venne esautorato da un ennesimo colpo di Stato dal generale André Kolingba.
Morì a Yaoundé il 20 novembre 2003 per un attacco d'asma.